# Validentia javana
Validentia javana là một loài tò vò trong họ Ichneumonidae.